# Nerf fibulaire superficiel

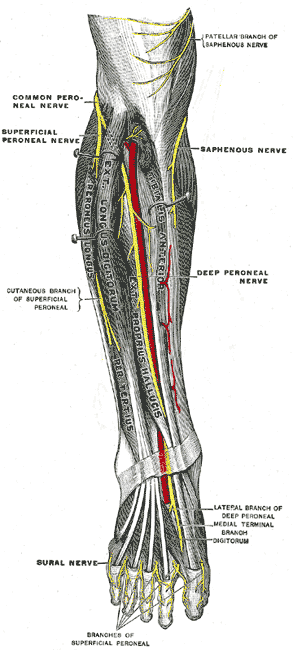
Le nerf fibulaire superficiel.

Le nerf fibulaire superficiel (nervum peroneus superficialis) ou  nerf péronier superficiel  ou nerf musculo-cutané de la jambe est un nerf de la jambe. Il est l'une des deux branches terminales du nerf fibulaire (ou nerf péronier commun).

## Anatomie
Il naît au niveau de la tête de la fibula (péroné), au-dessous du muscle long fibulaire par division du nerf péronier ou nerf fibulaire commun (nerf sciatique poplité externe) en ses deux branches terminales:
- le nerf fibulaire profond (ou péronier profond) qui continue la direction de son prédécesseur
- le nerf fibulaire superficiel qui se détache presque à la perpendiculaire de son prédécesseur.

Il se dirige verticalement vers le bas dans la loge antéro-latérale de la jambe d'abord contre la fibula puis entre les deux muscles fibulaires latéraux, ensuite il traverse l'aponévrose externe de la jambe en avant du muscle court fibulaire pour cheminer dans les téguments de la partie inféroexterne de la jambe puis du dos du pied.
Il se termine sur le dos du pied en deux branches:
- une branche interne qui va innerver la face dorsale de l'hallux (gros orteil) et le deuxième espace interosseux soit le bord externe du deuxième orteil et la face interne du troisième.
- une branche externe qui va innerver le troisième espace interosseux et donc le bord externe du troisième orteil et le bord interne du quatrième.

## Innervation et branches
Il abandonne des rameaux moteurs au contact des muscle long fibulaire et muscle court fibulaire, puis il libère des rameaux sensitifs dans le territoire latéral de la jambe et du dos du pied. Branche terminale latéral du Nerf Fibulaire commun, qui lui même est une branche Terminale du Nerf Sciatique, qui est une branche terminale du plexus Sacré.

## Galerie

Territoires sensitifs des membres inférieurs. Vue antérieure et postérieure.
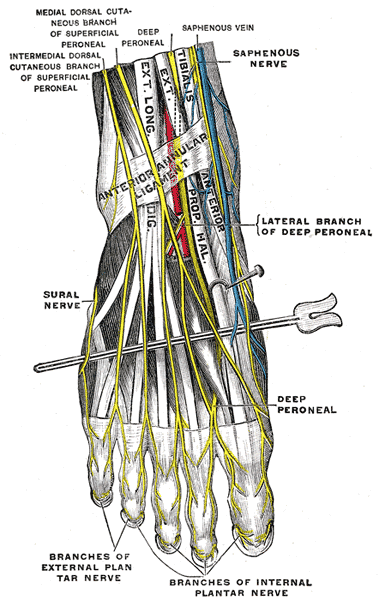
Nerfs du dos du pied.